# Narkolepsie
Die Narkolepsie ist eine Hypersomnie zentralnervösen Ursprungs ohne Bezug zu schlafbezogenen Atmungsstörungen. Sie gehört zur Gruppe der Schlafsüchte, da ihr eine Störung der Schlaf-Wach-Regulation zu Grunde liegt. Im Volksmund wird die Erkrankung daher auch als „Schlafkrankheit“ oder „Schlummersucht“ bezeichnet. Ursächlich ist eine fehlgeleitete Immunreaktion gegen bestimmte Zellen des Gehirns, weshalb die Narkolepsie zu den Autoimmunerkrankungen gezählt wird.
Es wird unterschieden in Narkolepsie mit Kataplexie („klassische Narkolepsie“), Narkolepsie ohne Kataplexie („monosymptomatische Narkolepsie“) und sekundäre Narkolepsie (u. a. bei strukturellen Läsionen des Hypothalamus oder oberen Hirnstamms bei Ischämie, Tumor oder Neurosarkoidose).
Die klassische Narkolepsie ist eine neurologische Erkrankung und durch die Hauptsymptome exzessive Tagesschläfrigkeit und Kataplexien charakterisiert. Betroffen sind dabei der Wachzustand, der NREM- und REM-Schlaf und deren Übergänge mit entsprechend vielschichtigen Symptomen. Auffällig sind zunächst die Einschlafattacken, die für die Betroffenen unwiderstehlich sind und zu denen es im Rahmen der exzessiven Tagesschläfrigkeit während des Tages kommen kann. Weiterhin kann bei den Kataplexien ein teilweiser oder vollständiger Verlust der Muskelspannung auftreten und so Stürze verursachen. Dieser Tonusverlust tritt bei vollem Bewusstsein auf und wird durch starke Emotionen ausgelöst.
Oft ist zudem der Nachtschlaf aufgrund hartnäckiger Durchschlafstörungen nicht erholsam, sodass zur Schläfrigkeit im Sinne von Einschlafneigung auch noch Schlafmangel hinzukommt. Aktuelle Studien untersuchen die Folgen des chronischen Schlafmangels bei Narkolepsiepatienten und dessen Auswirkungen auf den Stoffwechsel und auch auf das Körpergewicht.

## Verbreitung
In Deutschland leiden Schätzungen der Deutschen Gesellschaft für Schlafmedizin (DGSM) zufolge rund 40.000 Menschen unter dieser Erkrankung (Prävalenz: ca. 26 bis 50 pro 100.000 bei einer hohen Dunkelziffer). Diagnostiziert davon sind laut den Aussagen des Forschers Geert Mayer ca. 4000 Menschen.

## Krankheitsverlauf
Hinsichtlich des ersten Auftretens der Symptome gibt es einen Mittelwert um das 25. Lebensjahr bei einer Häufung um das 15. und um das 35. Lebensjahr; doch kann die Erkrankung in jedem Lebensalter auftreten. Auch Kinder sind davon betroffen. Erste klinische Symptome treten jedoch selten vor der Pubertät auf.
Dabei verschiebt sich die Symptomatik mit zunehmendem Alter meist von bevorzugt kataplektischen Erscheinungen in der Jugend zu vermehrtem Schlafdrang im fortgeschrittenen Alter. Exakte epidemiologische Studien fehlen allerdings.

## Ursachen der Narkolepsie
Untersuchungen aus dem Jahr 2004 wiesen auf einen Verlust des im Hypothalamus gebildeten Hypocretin, das Einfluss auf das Schlaf-, Ess-, Emotions- sowie Belohnungsverhalten hat, hin. Erst 2018 fand ein Schweizer Forschungsteam per Blutuntersuchung bei Narkoleptikern heraus, dass T-Lymphozyten des Untertyps CD4 (in manchen Fällen auch vom Untertyp CD8) gegen Hypocretin reagieren. Diese T-Zellen rufen eine Entzündung herbei, die Neurone zerstört, die für die Produktion von Hypocretin verantwortlich sind. Die Kombination des vorliegenden HLA-Allels DQB1*0602 Haplotyps sowie Umweltfaktoren, wie bestimmte Infekte oder Impfstoffe, müssen dabei vorliegen. Der genaue Mechanismus, der zur Zerstörung jener Neuronen führt, ist bisher unbekannt.
Neben dem Menschen ist die Erkrankung seit 1973 auch bei Hunderassen, z. B. Dobermann und Labrador, bekannt. Eine Arbeitsgruppe an der amerikanischen Stanford-Universität gibt an, dass eine Mutation des Hypocretin-2 Rezeptors die Ursache der Narkolepsie bei Hunden sei. Parallel dazu wurde angegeben, dass sich die Krankheit durch Deletion des Prepro-Hypocretin-Gens bei Mäusen phänotypisch analog zu Mensch und Hund darstellt. Menschen mit Narkolepsie zeigen entweder gar keine oder nur eine sehr geringe Konzentration von Hypocretin im Gehirn. Inzwischen werden die Namen der Neuropeptide Hypocretin-1 und Hypocretin-2 nicht mehr so häufig verwendet, statt deren die Namen Orexin-1 bzw. Orexin-2.
Die Narkolepsie weist sehr hohe Assoziationen zu einigen HLA-Allelen auf. Eine erbliche Komponente wird deshalb in der Forschung diskutiert, da etwa 88–98 % der Erkrankten mit Kataplexien das Allel HLA-DQB1*0602 tragen (d. h. einen bestimmten Blutfaktor auf den Leukozyten aufweisen, der in der Gesamtbevölkerung nur bei etwa 25 % aller Menschen zu finden ist). Weitere HLA-Allele korrespondieren ebenfalls mit der Narkolepsie (DRB1*1501, DRB5*0101,DQA1*0102), jedoch mit einer geringeren Häufigkeit. Nicht der Blutfaktor selbst scheint ursächlich zu sein. Vielmehr ist sein Genlocus dem des Gens der hypothetischen Narkolepsieursache wahrscheinlich nahe benachbart. Bei HLA-DQB1*0602-negativen Patienten findet sich gehäuft HLA-DQB1*0301. Dies korreliert mit einer Häufung von Teilsymptomen der Narkolepsie bei Familienmitgliedern der Erkrankten.
Bis Ende der 1990er Jahre wurde auf HLA-DR15 untersucht, wobei die Spezifität großen ethnischen Schwankungen unterliegt. Afroamerikaner weisen diesen Blutfaktor zu ca. 60 % auf, Japaner zu fast 100 %.
Über 1300 Fälle von Narkolepsie wurden offenbar durch die Schweinegrippe-Impfung durch Pandemrix ausgelöst. Weltweit sind bei 31 Millionen verabreichten Dosen des Impfstoffes (Stand Januar/Februar 2011) Fälle von Narkolepsie in Verbindung mit der Impfung aufgetreten, vor allem bei Kindern und Jugendlichen im Alter von 4 bis 19 Jahren. In Schweden, wo sich Ende 2009 nach einem Impfaufruf der Regierung 60 % der Bevölkerung hatten impfen lassen, gab es mehrere hundert Verdachtsfälle, wovon 311 mit bis zu einer Million Euro entschädigt wurden. In Deutschland gibt es ca. 80 Verdachtsfälle. Ursache der Erkrankung ist wahrscheinlich die molekulare Mimikry, da bei entsprechender genetischer Veranlagung der Impfstoff mit dem Neurotransmitter Hypocretin verwechselt werden kann. Pandemrix könnte somit die Bildung von Antikörpern induziert haben, die nicht nur Bestandteile des Grippevirus erkennen, sondern versehentlich auch Bestandteile des menschlichen Organismus angreifen. Daten aus Peking und Taiwan deuten aber auch darauf hin, dass eine natürliche Infektion mit H1N1 offenbar Narkolepsie bei Kindern oder jungen Erwachsenen auslösen kann.
Die entdeckten spezifischen genetischen Faktoren, der beobachtete T-zelluläre Immunmechanismus und die Assoziation zu bestimmten Impfungen bekräftigen gemeinsam den Charakter der Narkolepsie als Autoimmunerkrankung.

## Symptome
Entsprechend den klinischen Symptomen wurde durch die Arbeiten von Yoss und Daily der Begriff der narkoleptischen Tetrade geprägt. Dieser steht für die Kombination aus
1. exzessiver Tagesschläfrigkeit,
2. Kataplexien,
3. Schlaflähmungen und
4. hypnagogen Halluzinationen.

Exzessive Tagesschläfrigkeit liegt bei etwa 95 % der Patienten vor, Kataplexien bei etwa 90 % der Patienten, Schlaflähmungen bei etwa 40 bis 50 % der Patienten und hypnagoge sowie hypnopompe Halluzinationen bei etwa 40 bis 50 % der Patienten. Alle vier Symptome der vollständigen Tetrade betreffen jedoch nur 15 bis 30 % der Patienten.
Daneben können weitere Symptome wie gestörter Nachtschlaf mit vielen Unterbrechungen und langen Wachliegezeiten und automatische Handlungen und Begleiterscheinungen wie ein erhöhter BMI und als Folge der Tagesschläfrigkeit Gedächtnis- und Konzentrationsstörungen auftreten.
Die Symptomatik ist individuell sehr verschieden. Kaum ein Narkoleptiker weist alle Symptome in voller Ausprägung auf, in ihrer Ausprägung zwischen den verschiedenen Symptomen unterliegt die Narkolepsie großen individuellen Schwankungen. Meist lassen sich geringfügige Ausprägungen der übrigen Symptome erst bei sehr eingehenden Untersuchungen nachweisen. Schwierig ist es, eine Narkolepsie ohne Kataplexien zu diagnostizieren, da sie nur schwer von anderen Hypersomnien zu unterscheiden ist. Die uneinheitliche Symptomatik dürfte mit ursächlich für eine geringe Zahl gesicherter Diagnosen und einer hohen vermuteten Dunkelziffer sein.
Überdies kommen bei Narkoleptikern vermehrt weitere Schlaferkrankungen wie Non-REM- und REM-Parasomnien, Restless-Legs-Syndrom und schlafbezogene Atemstörungen vor.
Etwa 70 % der Betroffenen geben an, nachts regelmäßig nicht durchschlafen zu können, und etwa 30 % stehen auf, um etwas zu essen oder anderen Aktivitäten nachzugehen. Bewegungen im Schlaf und die damit verbundenen Arousals tragen zur Fragmentierung des Schlafes bei Patienten mit Narkolepsie mit Kataplexie bei. Es kommt sowohl im REM-Schlaf als auch im NREM-Schlaf zu mehr und länger andauernden Bewegungen, an denen auch mehr Regionen des Körpers beteiligt sind.

### Exzessive Tagesschläfrigkeit
Das Symptom Schläfrigkeit, wegen seiner Ausprägung oft auch exzessive Tagesschläfrigkeit genannt, ist von Müdigkeit im Sinne von zu wenig Schlaf abzugrenzen. Trotz ausreichenden Schlafs besteht ganztägig eine Einschlafneigung. Die Tagesschläfrigkeit verändert sich dabei zirkadian-rhythmisch und in Abhängigkeit von Monotonie.
Die ständig gefühlte Schläfrigkeit führt bei sich bietender Gelegenheit zum Schlaf, auch in Situationen, in denen ein Gesunder nicht einschlafen würde.
Daneben triggern bestimmte monotone Situationen (wie Zugfahrten, Vorträge) bei manchen Betroffenen unwiderstehlich plötzliches Einschlafen, auch imperative Einschlafattacken genannt. Die Schlafdauer beträgt bei Einschlafattacken gewöhnlich zwischen wenigen Sekunden bis etwa 20 Minuten. Vorbotensymptome wie Doppelbilder treten nur bei manchen Patienten auf. Episoden ungewollten Einschlafens können sich durchaus mehrfach täglich wiederholen, werden zumeist als erholsam empfunden, schränken aber die Leistungsfähigkeit und das soziale Leben der Betroffenen ein.
Für die Schläfrigkeit werden entsprechend der International Classification of Sleep Disorders (ICSD) (siehe: Schlafstörung) drei Schweregrade unterschieden. Kriterien sind die Häufigkeit der unbeabsichtigten Einschlafepisoden, der Grad der Aktivität beim Eintritt und die der Situation angemessene Aufmerksamkeit sowie die Auswirkungen. Ergänzend werden zu erwartende Ergebnisse im Multiplen Schlaflatenztest aufgeführt.
Der Grad milde Schläfrigkeit steht für Einschlafepisoden in Ruhephasen und in passiven Situationen (wie Fernsehen, als Beifahrer im Auto), die nicht unbedingt täglich auftreten und den Betroffenen kaum einschränken.
Mittelschwere Schläfrigkeit wird bei täglichem Einschlafen bei geringer körperlicher Aktivität in Situationen, die ein Mindestmaß an Aufmerksamkeit erfordern, auch in der Öffentlichkeit (wie bei Konzertbesuchen, als Zuhörer bei Vorträgen oder in Arbeitssitzungen) angenommen. Es kommt zur Beeinträchtigung der sozialen oder beruflichen Funktion.
Von schwerer Schläfrigkeit ist bei täglichen Einschlafattacken auch in aktiven Situationen (wie während des Essens, als Autofahrer, beim Gehen, im direkten Gespräch mit einem Gegenüber) auszugehen. Die sozialen oder beruflichen Beeinträchtigungen sind erheblich. Bei schwerer Schläfrigkeit besteht ein stark erhöhtes Unfall- und Verletzungsrisiko.
Die Tagesschläfrigkeit tritt oft isoliert als erstes Symptom in Erscheinung.

### Kataplexie
Unter Kataplexien versteht man den affektiv ausgelösten, plötzlichen und vorübergehenden Kontrollverlust (Tonusverlust) über die Haltemuskulatur ohne Bewusstseinsstörung. Am häufigsten betroffen ist die mimische und bilateral die Nacken- und Kniemuskulatur. Glatte Muskulatur, respiratorische Muskulatur und Zungen-Schlund-Muskulatur sind jedoch nie beteiligt.
Zu beobachten sind Ausprägungen vom kurzen Erschlaffen der Mimik über eine verwaschene Sprache, dem Fallenlassen von Gegenständen, dem Einknicken in den Knien bis hin zu kompletten Stürzen. Der Zustand dauert wenige Sekunden an und endet schlagartig. Eine Dauer von bis zu einer halben Stunde kommt vor, eine Dauer von Stunden und länger wird beim plötzlichen Absetzen antikataplektischer Medikamente beobachtet und Status cataplecticus genannt. Die Frequenz variiert erheblich und in Abhängigkeit von den affektiven Auslösern. Zu diesen affektiven Auslösern gehören Freude, Lachen, Scham, Begeisterung, Ärger, Erregung oder Schreck, allgemeiner ausgedrückt starke Emotionen. Wenn Lachen der Auslöser ist, wird auch von Lachschlag gesprochen.

### Abnormer Schlafrhythmus
Der dritte Symptomkreis besteht in einem abnormen Schlafrhythmus (beispielsweise vier Stunden wach, vier Stunden Schlaf und so weiter tags und nachts), sowie in verschobenen REM-Phasen (Traumschlaf-Phasen), die untypisch dem traumlosen Schlaf vorausgehen. Dadurch können beim Einschlafen Wach- und Traumvorstellungen vermischt werden und zu sogenannten hypnagogen (dem Schlaf vorausgehenden) Halluzinationen führen.
Der nächtliche Schlaf ist auch dann gestört, wenn der Betroffene den üblichen Bettrhythmus einhält. Nächtliche Schlafprofile zeigen einen zerrissenen, fragmentierten Schlaf, der die beim Gesunden üblichen etwa 90-minütigen Schlafzyklen nur ansatzweise erkennen lässt. Auffallend ist, dass sich über mehrere Nächte kein einheitliches Muster erkennen lässt und dass die REM-Phasen untypisch der traumlosen Schlaf-Phase (NO-REM) vorausgehen. Die Betroffenen empfinden den Schlaf oft als wenig erholsam.
Beim gesunden Menschen persistiert der ca. 90-minütige Aktivitätsrhythmus der Schlafphasen auch während der Wachzeit als Rhythmus wechselnder geistiger und körperlicher Leistungsfähigkeit. Entsprechend zerfällt diese Regelmäßigkeit beim Narkoleptiker während der Wachphase. Darin liegt möglicherweise die Verbindung zur erhöhten Tagschläfrigkeit der meisten Narkolepsiepatienten.

### Schlaflähmungen
Bei der Schlafparalyse, auch Schlaflähmung genannt, handelt es sich zunächst um einen natürlichen Vorgang der Schlafphase REM-Schlaf, dessen Aufgabe darin besteht, die Umsetzung von Trauminhalten in reale Muskelbewegungen zu verhindern. Die Schlafparalyse wird in der Regel nicht bewusst erlebt, da sie beim Aufwachen ohne Verzögerung beendet ist.
Wenn die Schlaf-Wach-Regulation gestört ist, verwischen die Grenzen zwischen Schlaf- und Wachheit. Es kommt zur Dissoziation der Zustände Schlaf und Wach, die ansonsten exakt getrennt sind. Dadurch kann die eigentlich an eine Schlafphase gebundene Schlaflähmung am Übergang vom Wachsein zum Schlafen (hypnagoge Form, also zu früh eingeschaltet) oder am Übergang vom Schlafen zum Wachsein (hypnopompe Form, also zu spät ausgeschaltet) auftreten und zur vorübergehenden Unfähigkeit, Bewegungen auszuführen, zu sprechen oder gar willentlich aufzustehen, führen. Der Zustand tritt bevorzugt in Rückenlage auf.
Wie im REM-Schlaf betrifft die Muskel-Atonie auch die Atemhilfsmuskulatur. Nicht betroffen sind Zwerchfell und Augenmuskulatur. Die Schlafparalyse ist nicht vital bedrohlich, wobei das Gefühl der Atemnot und der Schwere auf der Brust jedoch erschreckend wirken. Der Betroffene nimmt seine Umgebung wahr, kann sich allerdings kaum bemerkbar machen.
Der Zustand dauert im Regelfall wenige Minuten und endet spontan. Durch externe Trigger wie Berühren kann die Schlafparalyse früher beendet werden. Das wiederholte Auftreten in Serie ist möglich. Das Symptom ist nicht an den Nachtschlaf gebunden, sondern kann auch vor oder nach zusätzlichen Schlafepisoden des Symptoms exzessive Tagesschläfrigkeit auftreten.
Gerade in der ersten Zeit werden diese Episoden auf den Betroffenen erschreckend wirken, was durch die häufig zusätzlich auftretenden Halluzinationen noch erschwert wird. Ohne entsprechende Aufklärung kommt bei den Betroffenen die Sorge hinzu, dass eine psychische Erkrankung vorliegen oder vermutet werden könnte, was zum Verschweigen des Symptoms und damit zu weiteren Belastungen führen kann.
Als Copingstrategien kommen das Vermeiden der Rückenlage und das Konzentrieren auf den Versuch, während des Zustands ein Körperteil zu bewegen oder die Augen zu rollen oder mittels Stöhnen den Partner zu alarmieren, der den Betroffenen durch einfaches Berühren aus dem Zustand erlösen kann, in Betracht. Eine spezifische medikamentöse Behandlung dieses mit dem REM-Schlaf assoziierten Symptoms erfolgt nicht, es wird zusammen mit Halluzinationen und Kataplexien behandelt.
Schlafparalyse ist kein für die Narkolepsie spezifisches Symptom. Isolierte Schlaflähmungen können sporadisch (bei circa sechs Prozent der Bevölkerung mindestens einmal im Leben) oder mit familiärer Häufung auch ohne Narkolepsie auftreten.

### Hypnagoge Halluzinationen
Wie auch die Schlafparalyse kann das Symptom sowohl beim Einschlafen (hypnagoge Form und so in der narkoleptischen Tetrade enthalten) als auch beim Aufwachen (hypnopompe Form) auftreten. Die Halluzinationen sind überwiegend visuell, kommen aber auch taktil oder auditiv vor und äußern sich als oft komplexe und äußerst realistische Trug- und Traumwahrnehmungen (Personen in filmähnlichen Szenen, Körperschema-Störungen). Nach der Episode gelingt es den Betroffenen, den Inhalt als irreal einzuordnen.
Diese Sinnestäuschungen sind nicht an den Nachtschlaf gebunden, sondern können auch vor oder nach zusätzlichen Schlafepisoden des Symptoms exzessive Tagesschläfrigkeit oder im Zusammenhang mit Kataplexien auftreten. Hinsichtlich der Wirkung dieser Halluzinationen auf die Betroffenen, die das als sehr wirklichkeitsnah erleben, und ihrer Ängste und Befürchtungen, gelten die Ausführung unter Schlafparalyse.
Eine spezifische medikamentöse Behandlung dieses REM-Schlaf assoziierten Symptoms erfolgt nicht, es wird zusammen mit Schlafparalyse und Kataplexien behandelt.
Schlafbezogene Halluzinationen sind kein für die Narkolepsie spezifisches Symptom.

### Automatisches Verhalten
Das automatische Verhalten gehört zu den NREM-assoziierten und unspezifischen Symptomen, wird jedoch bei den Diagnose-Kriterien der ICSD mit aufgeführt. Beim automatischen Verhalten wird eine Handlung (wie Schreiben, Autofahren, Kochen) in schlafähnlichem Zustand stereotyp fortgeführt. Die Reaktion auf äußere Reize ist verzögert, Wahrnehmung, Erinnerung und Dauerleistung sind beeinträchtigt und das Ergebnis ist oft fehlerhaft. Während dieser Zeit besteht ein stark erhöhtes Unfallrisiko. Starke Schläfrigkeit und fehlende Gelegenheit zum Schlaf fördern das Auftreten des automatischen Verhaltens.
Automatisches Verhalten wird bei etwa 20 % der Narkolepsie-Patienten beobachtet.

## Diagnostik
Als diagnostische Maßnahmen werden eine gezielte Erfassung der Krankengeschichte (Anamnese) durch den Arzt, die Dokumentation durch verschiedene Fragebögen (etwa die Epworth Sleepiness Scale (ESS)) und Schlaftagebücher sowie Untersuchungen mittels Polysomnographie und Multiplem Schlaflatenztest (MSLT) durchgeführt. Im Einzelfall kann eine Bestimmung des Orexin-Spiegels im Hirnwasser oder eine HLA-Typisierung erfolgen, was insbesondere bei differenzialdiagnostischen Unklarheiten empfohlen wird.
Beim MSLT wird eine verkürzte Einschlaflatenz unter 8 Minuten und verfrühtes, mindestens in zwei Fällen zu beobachtendes Auftreten von REM-Schlaf (Sleep-Onset-REM, SOREM bzw. SOREMP, wobei das P für Periode steht) bei fünf Durchgängen erwartet. Allerdings zeigen etwa 20 % der Patienten keinen zweimaligen SOREM, werden also „falsch negativ“ erkannt. Daneben wird SOREM auch bei Gesunden festgestellt.
Bei der Auswertung des MSLT hinsichtlich Einschlaflatenz und SOREMP zeigen ungefähr 15 % der Narkoleptiker mit Kataplexie ein normales oder grenzwertiges Ergebnis, bei älteren Patienten (ab 36 Jahre) sind es sogar etwa 25 %.

## Behandlung
Die Narkolepsie ist nach heutigem Kenntnisstand eine lebenslang andauernde Erkrankung mit einer um das 1,5fache erhöhten Sterblichkeit (Mortalität) gegenüber Menschen ohne Narkolepsie.
Die einzelnen Symptome treten pro Patient und im Verlauf mit variabler Intensität auf. Die Behandlung ist abhängig von den dominierenden Symptomen und den dadurch verursachten Beeinträchtigungen. Laut der „Leitlinie S 2 – Nicht erholsamer Schlaf“ der Deutschen Gesellschaft für Schlafforschung und Schlafmedizin (DGSM) reichen nichtmedikamentöse Copingstrategien (Verhaltensmaßnahmen) angemessenen Unterdrückung der Symptome selten aus. Daher muss zusätzlich meist auch eine medikamentöse Behandlung erfolgen.

### Verhaltensmaßnahmen
Nach den Leitlinien der deutschen Gesellschaft für Neurologie (DGN) kommen als nichtmedikamentöse Maßnahmen folgende verhaltensmodifizierende Maßnahmen in Betracht:
- Bewältigungsstrategien, d. h. Einrichtung von Lebensabläufen entsprechend den spezifischen Symptomausprägungen (z. B. Vermeidung von Triggersituationen für Kataplexien oder Zwangsschlaf)
- Schlafhygiene
- Individuell angepasste Tagschlafepisoden

### Medikamente
Mit Stimulanzien wird der Tagesschläfrigkeit entgegengewirkt, während Antidepressiva gegen Kataplexien, Halluzinationen und Schlaflähmungen eingesetzt werden.
Momentan sind in Deutschland als Stimulanzien zur Entgegenwirkung der Tagesschläfrigkeit folgende Substanzen zugelassen: Modafinil, Methylphenidat und Solriamfetol. Eine weitere Option stellt Pitolisant dar.
Natriumoxybat (4-Hydroxybutansäure-Natriumsalz) ist zur Behandlung der Kataplexie bei erwachsenen Patienten mit Narkolepsie in der gesamten Europäischen Union zugelassen. Es ist ein Schlafmittel, das nach mindestens zweiwöchiger Anwendung nachweisbare Wirkungen zu zeigen beginnt.
Eine Zulassung bei Kataplexien, Schlaflähmungen und Halluzinationen besteht auch für Clomipramin.
Off-label werden diverse Antidepressiva, wie Fluoxetin oder Bupropion, eingesetzt. Weitere Substanzen sind u. a. Fenetyllin, Dextroamphetamin, Methamphetamin, Amphetaminil, Fencamfamin, Mazindol, Selegilin, Phenelzin, Ritanserin, Koffein und L-Dopa.

## Narkolepsie im sozialen Umfeld
Problematisch für die Erkrankten ist der Umstand, dass trotz der in manchen Fällen spektakulären Symptomatik und des Leidensdrucks als Betroffene zwischen dem Auftreten der Symptome und ersten Arztbesuchen bis zur richtigen Diagnose – so sie denn getroffen wird – oft eine erhebliche Zeit vergeht. In Deutschland wurde 2005 vom Statistischen Bundesamt dafür eine Dauer von mehr als zehn Jahren angenommen. Der lange Zeitraum kommt unter anderem so zustande, weil vor allem die Symptomatik der Tagesschläfrigkeit verschiedenen Ursachen haben kann, wodurch die Narkolepsie oftmals mit anderen Krankheitsbildern verwechselt wird. So können Kataplexien beispielsweise als epileptische Anfälle fehlinterpretiert werden.
Auch Untersuchungen in anderen Staaten belegen den oft langen Leidensweg der Betroffenen. In Nordamerika wurden in einer Studie von 1997 16 Jahre als Mittelwert gefunden. Noch im Jahr vor der zutreffenden Diagnose der Narkolepsie wurde nach einer Untersuchung in Kanada bei Erkrankten eine Vielzahl von anderen psychischen und neurologischen Störungen wie Formen der Depression, Persönlichkeitsstörungen und Epilepsie diagnostiziert und therapiert, was auf die Koexistenz dieser Erkrankungen oder eine erhebliche Anzahl fehlerhafter Diagnosen hindeutet.
Nicht adäquat versorgt, verursacht die Erkrankung neben dem Leid, dass Betroffene private, soziale, schulische und berufliche Ziele nicht erreichen, hohe gesellschaftliche Kosten, beispielsweise durch Unfälle; Krankschreibung und Frühverrentung sind weitere Folgen. Die Untersuchung der Lebensqualität bei Narkolepsie-Patienten in Norwegen mittels SF-36-Fragebogen ergab bis auf die Domäne Vitalität durchweg schlechtere Ergebnisse als in der Kontrollgruppe. Besondere Aufmerksamkeit sollte den Bereichen Soziale Funktionsfähigkeit und Allgemeine Gesundheitswahrnehmung des Patienten zukommen.
Die Narkolepsie geht nicht mit einer psychischen Störung oder mentalen Minderleistung einher. Die Patienten bleiben psychisch unauffällig, werden aber häufig als Schlafmützen, Simulanten oder Faulpelze diffamiert (Stigmatisierung).
Die Probleme im Tagesablauf können aber auch zu Depressionen und/oder sozialer Phobie führen. Die Betroffenen ziehen sich aus Scham oder aus Angst vor Verletzungen u. U. zurück und haben dadurch auch weniger soziale Kontakte. Wichtig ist, dass das unmittelbare Umfeld des Erkrankten die Krankheit akzeptiert und berücksichtigt. Dazu gehört auch die Akzeptanz von Schlafpausen, geringer Aktivität u. ä.
Die Situation des Patienten kann durch die Zuweisung eines geeigneten Arbeitsplatzes erheblich erleichtert werden, an dem er mit seiner Störung besser zurechtkommt. Je nach individueller Ausprägung der Symptomatik empfiehlt sich z. B. Bürotätigkeit anstatt einer Tätigkeit an beweglichen Maschinen, wenn Kataplexien zu fatalen Fehlbedienungen führen könnten. In anderen bekannten Fällen lösen gerade bestimmte Bürotätigkeiten (z. B. Bildschirmbeobachtung) eine Zwangsschlaf-Attacke aus, die dann gerade im Kundenverkehr nicht akzeptabel ist.
Narkolepsie kann die Erwerbsfähigkeit mindern bis hin zur völligen Erwerbsunfähigkeit.
Narkolepsie kann die Lebensqualität und Arbeitsfähigkeit stark einschränken. Hinsichtlich des Schwerbehinderten-Status gilt in Deutschland die Anlage zu § 2 der Versorgungsmedizin-Verordnung. Danach ist je nach Häufigkeit, Ausprägung und Kombination der Symptome (Tagesschläfrigkeit, Schlafattacken, Kataplexien, automatisches Verhalten im Rahmen von Ermüdungserscheinungen, Schlaflähmungen – häufig verbunden mit hypnagogen Halluzinationen) im Allgemeinen ein GdB von 50 bis 80 anzusetzen. Je nach Ausprägung der Symptome kommen die Merkzeichen G und B in Betracht. Medizinische Gutachter sollten über Kenntnisse und Erfahrungen in der Schlafmedizin verfügen. Wenn mehrere Erkrankungen mit dem Leitsymptom Hypersomnie (zum Beispiel Schlafapnoe-Syndrom oder Restless-Legs-Syndrom) gleichzeitig bestehen, sind die Leistungsminderungen gemäß der Verstärkung des Leitsymptoms zu berücksichtigen.

## Geschichte
Erste Fallbeschreibungen der Narkolepsie erfolgten 1877 vom deutschen Arzt Carl Westphal aus Berlin (im Rahmen eines Vortrags bei der Berliner Medizinisch-Psychologischen Gesellschaft), sowie kurz darauf im Februar 1878 von Franz Fischer aus Pforzheim. Beide Autoren stellten einen Zusammenhang zwischen Schlafanfällen und durch Emotionen ausgelöster Muskelschwäche fest. Im Jahre 1880 verwendete der französische Arzt Jean-Baptiste-Edouard Gélineau erstmals den Begriff Narkolepsie (von griechisch nárkōsis „In-Schlaf-Versetzen“, und lêpsis „Anfall“) in seiner Publikation „Von der Narkolepsie“. Eine englische Übersetzung des Originalartikels von Gélineau wurde 2007 von Carlos Schenck veröffentlicht. Die Kataplexie als weiteres Symptom der Narkolepsie wurde erstmals 1902 von Leopold Loewenfeld beschrieben. Die amerikanischen Ärzte Prinzmetal und Bloomberg publizierten 1935 die Möglichkeit Narkolepsie mit Benzedrin (Amphetamin) zu behandeln, da es eine stimulierende Wirkung auf das zentrale Nervensystem hat. Yoss und Daly prägten den Begriff der narkoleptischen Tetrade und entdeckten 1957 im EEG von Narkolepsiepatienten Besonderheiten beim Wechsel zwischen Wach- und Schlafphasen. Seit Anfang der 1960er Jahre wird Methylphenidat (Ritalin) bei der Behandlung der Narkolepsie eingesetzt.